# 양주도담학교
양주도담학교는 경기도 양주시에 있는 공립 특수학교이다.

## 연혁
- 2018년 9월 1일 : 개교